# Deutschlandsberg (stad)
Deutschlandsberg is een gemeente in de Oostenrijkse deelstaat Stiermarken, gelegen in het district Deutschlandsberg. De gemeente heeft ongeveer 8000 inwoners.

## Geografie
Deutschlandsberg heeft een oppervlakte van 24,44 km². De gemeente ligt in het zuiden van de deelstaat Stiermarken, niet ver van de grens met Slovenië.

## Geboren

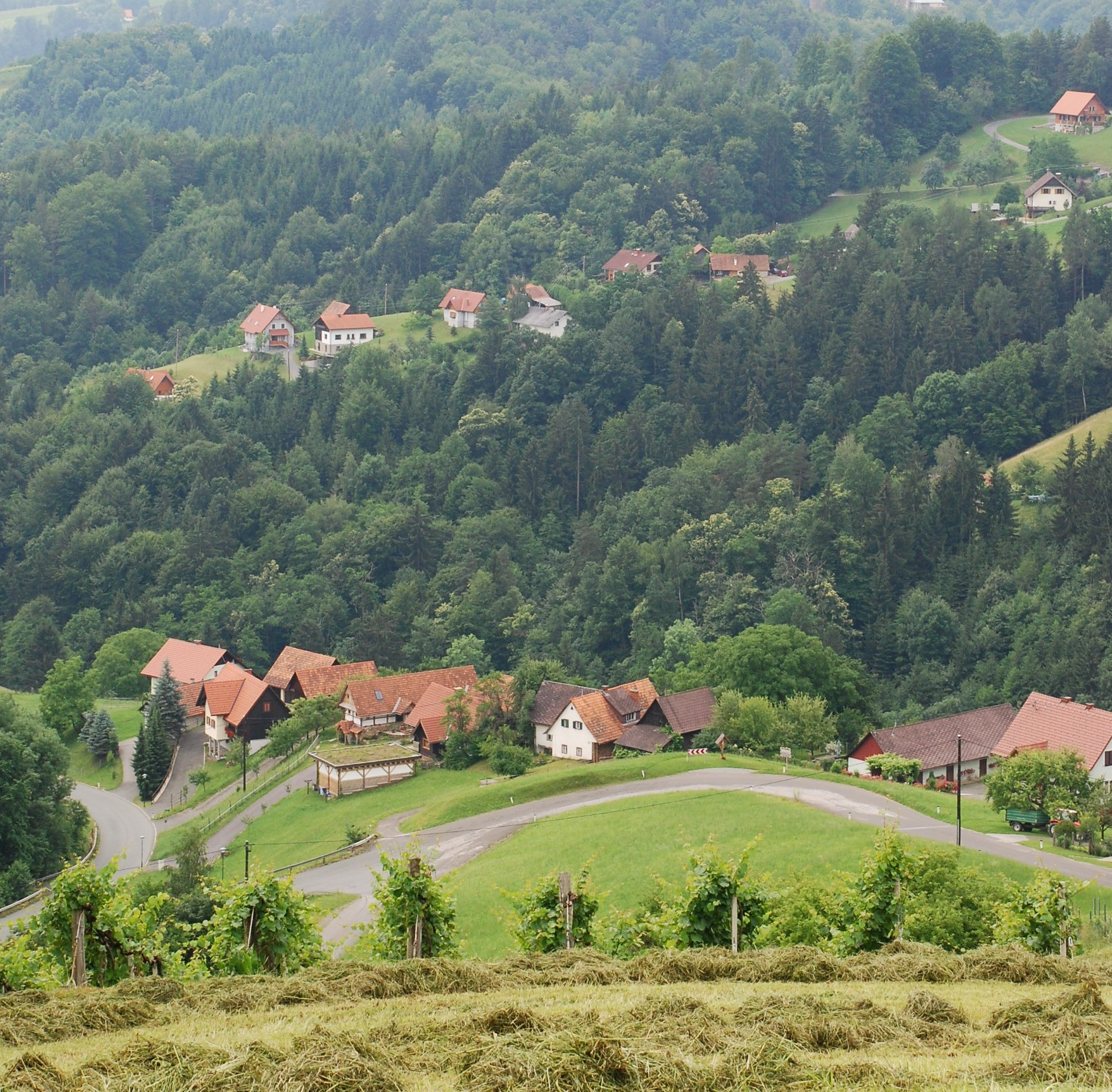
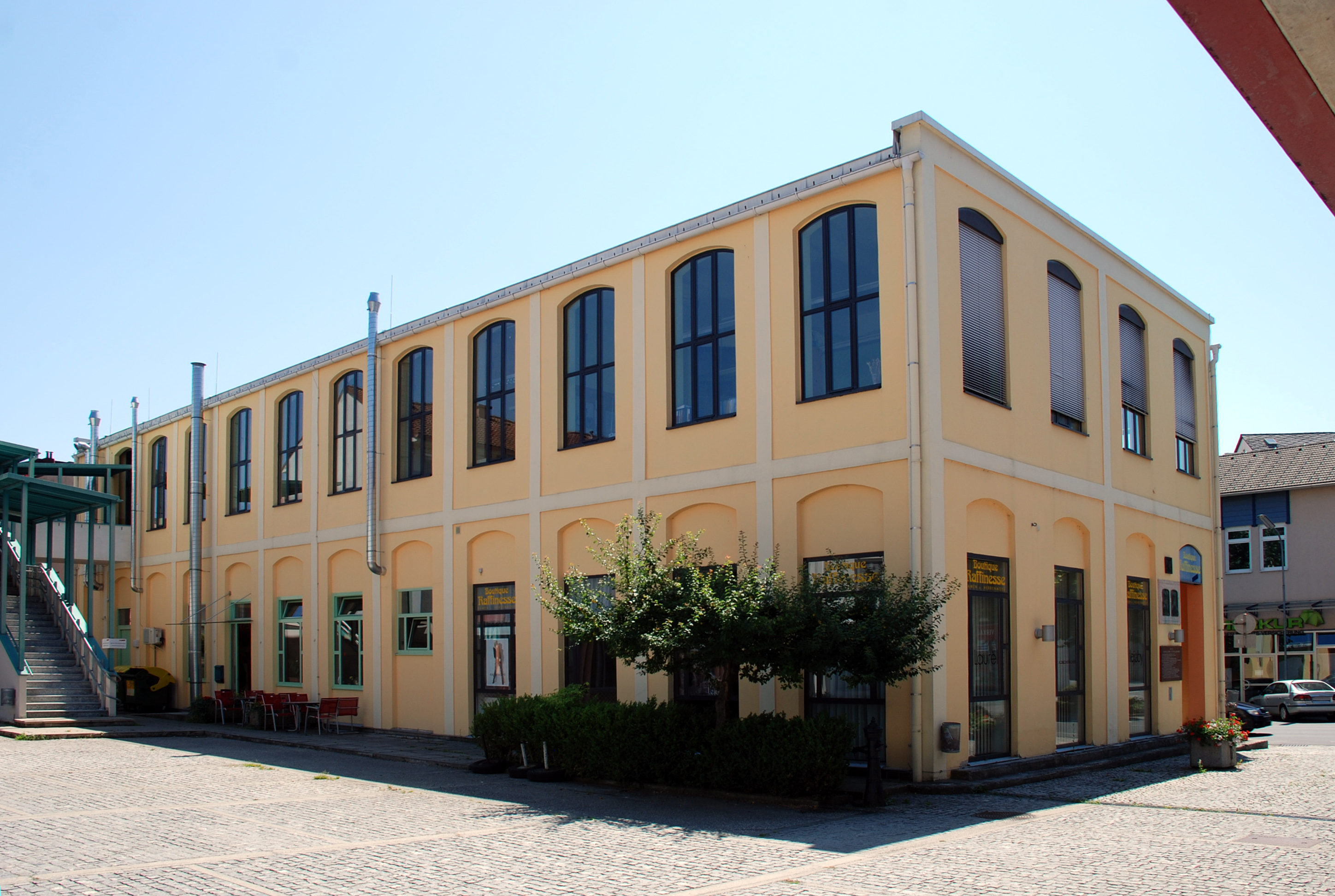
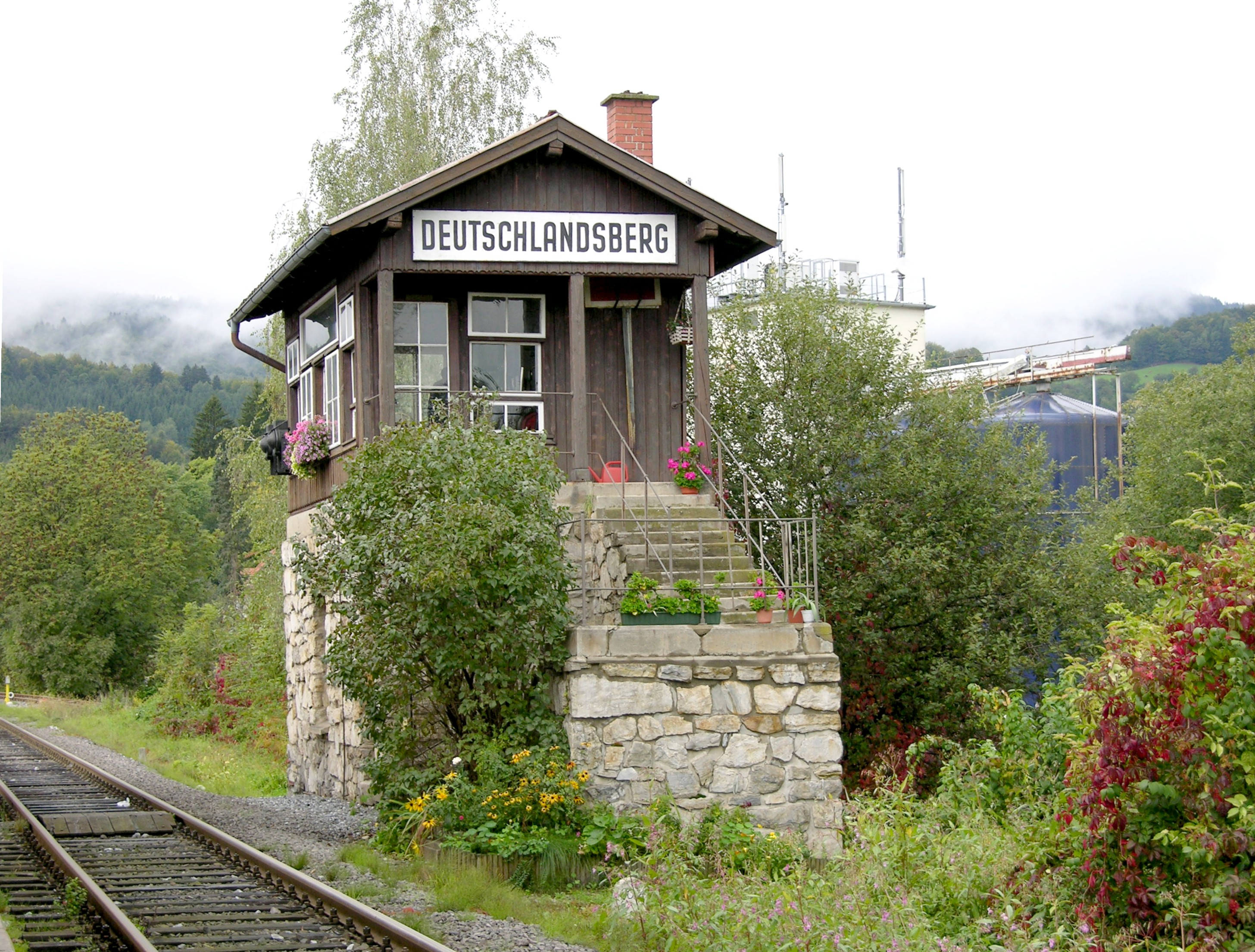
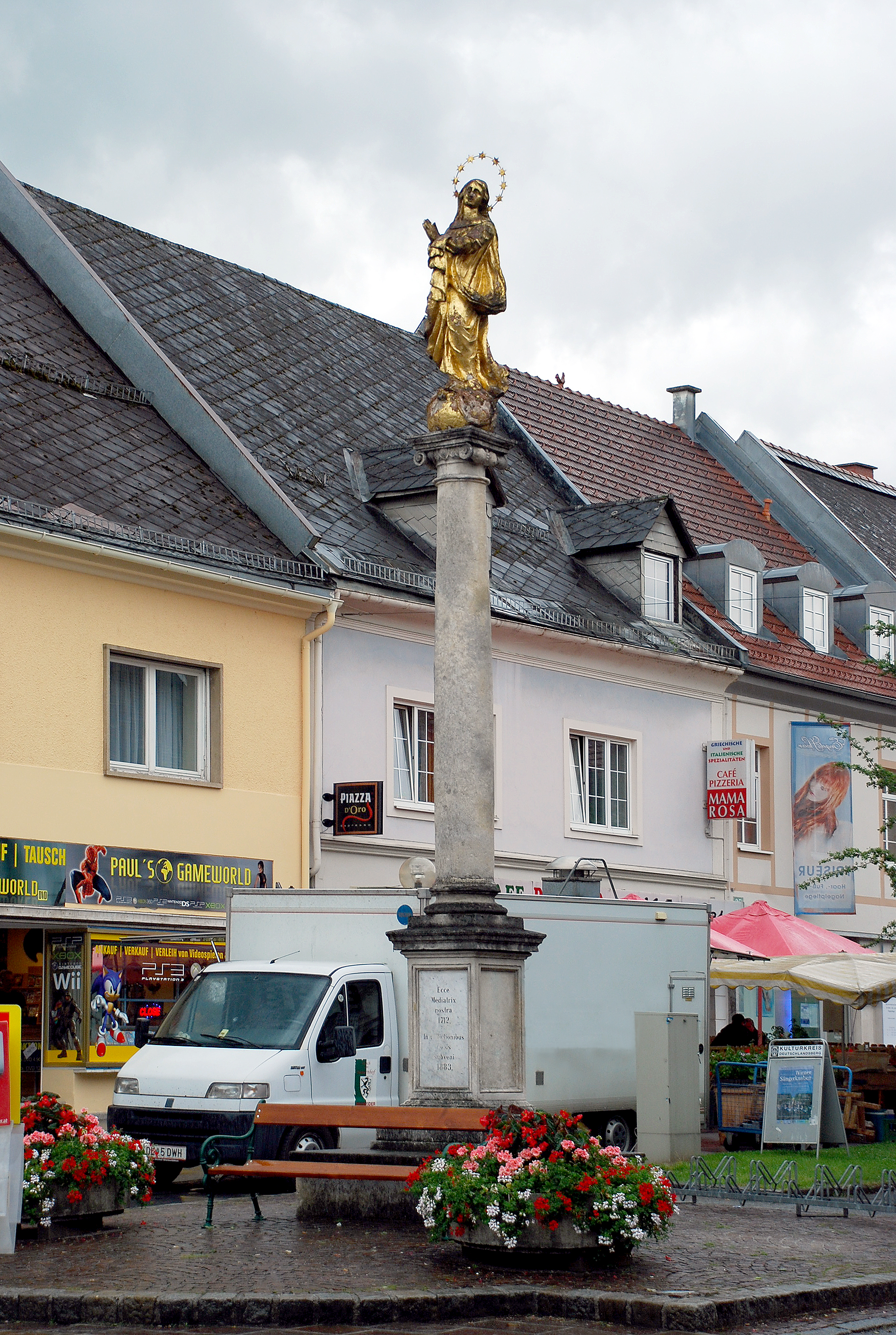

- Gabriela Horn (1989), zangeres

Bad Schwanberg ·
Deutschlandsberg ·
Eibiswald ·
Frauental an der Laßnitz ·
Groß Sankt Florian ·
Lannach ·
Pölfing-Brunn ·
Preding ·
Sankt Josef (Weststeiermark) ·
Sankt Martin im Sulmtal ·
Sankt Peter im Sulmtal ·
Sankt Stefan ob Stainz ·
Stainz ·
Wettmannstätten ·
Wies
- Gemeinsame Normdatei: 4225197-7
- Library of Congress Control Number: n93045741
- MusicBrainz: 0ae365fd-40e8-47ca-bafb-5fdf7a31bb72
- Nationale Bibliotheek van Tsjechië: ge921258
- Nationale Bibliotheek van Israël: 987007531070305171
- Virtual International Authority File: 137353539